# Al Ruscio
Al Ruscio (Salem, 2 giugno 1924 – Encino, 12 novembre 2013) è stato un attore statunitense.
Attore statunitense, marito di Kate Williamson, esordì sul grande schermo nel 1959 interpretando Tony Genaro in Al Capone. È noto per le sue partecipazioni in Showgirls, The Phantom e Il padrino - Parte III. Ha preso parte a numerose serie TV tra le quali Beverly Hills 90210 e X-Files.

## Filmografia parziale

### Cinema
- Al Capone, regia di Richard Wilson (1959)
- Legami di sangue (Blood Red), regia di Peter Masterson (1989)
- Il padrino - Parte III (The Godfather: Part III), regia di Francis Ford Coppola (1990)
- Showgirls, regia di Paul Verhoeven (1995)
- The Phantom, regia di Simon Wincer (1996)

### Televisione
- Gunsmoke – serie TV, episodio 4x05 (1958)
- Mr. Lucky – serie TV, episodio 1x01 (1959)
- Peter Gunn – serie TV, episodi 1x36-3x36 (1959-1961)
- Philip Marlowe – serie TV, episodio 1x05 (1959)
- Indirizzo permanente (77 Sunset Strip) – serie TV, 2 episodi (1959-1963)
- I detectives (The Detectives) – serie TV, episodi 1x19-2x08-3x26 (1960-1962)
- Lock-Up – serie TV, episodio 1x16 (1960)
- Michael Shayne – serie TV episodio 1x13 (1960)
- The Aquanauts – serie TV, episodio 1x03 (1960)
- June Allyson Show (The DuPont Show with June Allyson) – serie TV, episodio 2x26 (1961)
- Thriller – serie TV, episodio 1x18 (1961)
- Whispering Smith – serie TV, episodio 1x22 (1961)
- Follow the Sun – serie TV, episodio 1x12 (1961)
- Corruptors (Target: The Corruptors) – serie TV, episodio 1x24 (1962)
- The Dick Powell Show – serie TV, episodio 1x23 (1962)
- Going My Way – serie TV, episodio 1x07 (1962)
- Ripcord – serie TV, episodio 2x09 (1963)
- Have Gun - Will Travel – serie TV, episodio 6x20 (1963)
- The Greatest Show on Earth – serie TV, episodio 1x24 (1964)
- I grandi eroi della Bibbia (Greatest Heroes of the Bible) – miniserie TV, 4 puntate (1978)
- L'incredibile Hulk (The Incredible Hulk) – serie TV, episodio 1x03 (1978)
- Autostop per il cielo (Highway to Heaven) – serie TV, episodio 1x10 (1984)
- Storie incredibili (Amazing Stories) – serie TV, episodio 1x15 (1986)
- Beverly Hills 90210 – serie TV (1991)
- X-Files (The X-Files) – serie TV (1999)

## Doppiatori italiani
Nelle versioni in italiano delle opere in cui ha recitato, Al Ruscio è stato doppiato da:
- Renato Cortesi in Zorro
- Alessandro Sperlì in Starsky & Hutch
- Franco Odoardi in La famiglia Bradford
- Michele Kalamera in Quelli della pallottola spuntata
- Pino Locchi in Top Secret (ep. 2x16)
- Renato Mori in Top Secret (ep. 4x01 e 4x02)
- Paolo Lombardi in Top Secret (ep. 4x22)
- Franco Chillemi in La signora in giallo
- Pietro Biondi in Showgirls
- Vincenzo Ferro in X-Files